# Beppe Mecconi
Beppe Mecconi (San Terenzo, 6 marzo 1956) è un pittore, scrittore, regista teatrale, regista televisivo, illustratore di libri per bambini italiano.

## Biografia

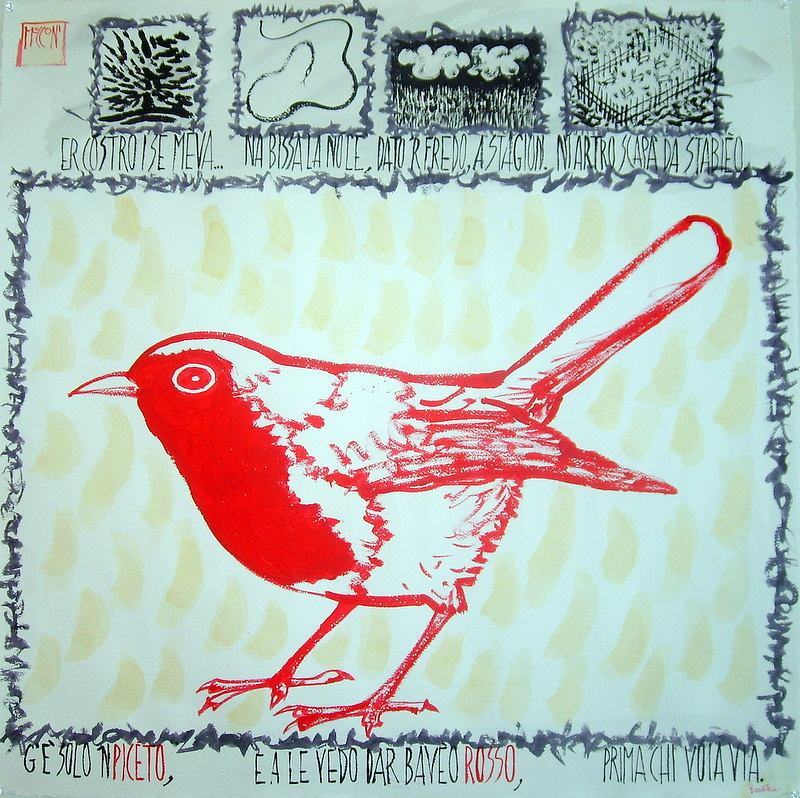
Il primo dei dipinti dedicati all'amico Bertolani.

A 19 anni viene premiato dal Maestro G. Breddo che così motiva: «Questo pittore suscita particolari apprezzamenti per l'abile fusione delle tecniche più moderne che utilizza per realizzare i suoi temi».
Ha esposto in concorsi, estemporanee, collettive e personali in Italia ed all'estero è presente con quattro lavori nella collezione permanente del CAMeC della Spezia.
Dal 2010 i suoi dipinti sono dedicati a brani di poesie. Durante il Parma Poesia Festival del 2011 viene definito da Mariangela Guandalini: "il pittore dei Poeti".

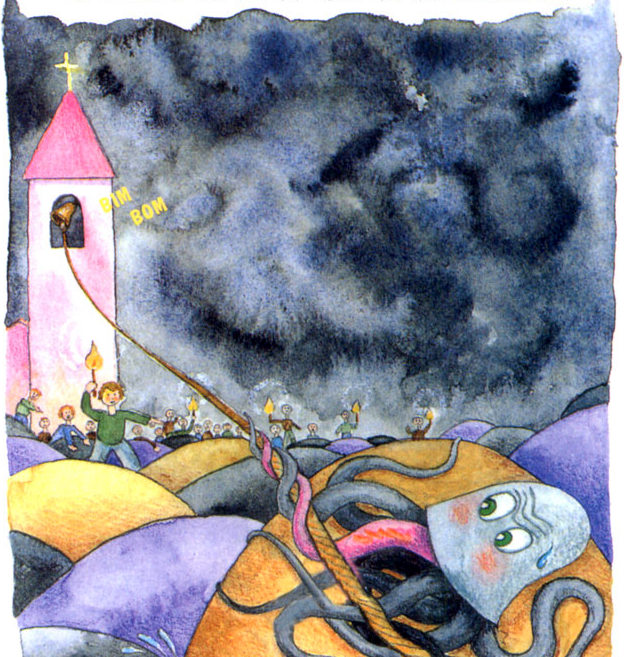
Illustrazione per la copertina de Il polpo campanaro

Ha scritto e illustrato libri per l'infanzia. Titoli più noti: I pozzi di Eugenio, Il polpo campanaro, La notte che mio nonno pescò Babbo Natale tradotti in Brasile, Messico, Polonia e Francia. Da questi testi, citati in volumi scolastici, sono state tratte drammatizzazioni teatrali e musicali. 
Una sua illustrazione, vincitrice del "Premio Unicef" 1991, è stata esposta in Giappone, Israele e al "Centre Pompidou" di Parigi. Nel 2006 presenta alcuni titoli al Salone del Libro di Torino e nel 2014 riceve il Premio Montale Fuori di Casa, sezione "Zebrino" per la narrativa per l'infanzia.
Nel febbraio del 2017 esce, per Edizioni GammaRò, il primo romanzo: Trabastìa - cent'anni di gente comune, dal maggio dello stesso anno è direttore editoriale e artistico del marchio Töpffer - libri illustrati. 
Nel settembre 2017 riceve il Premio Portovenere - Le Grazie, alla carriera.
Nell'aprile 2018 riceve il Premio Montale Fuori di Casa sezione Ligure-Apuana, alla carriera.
Il 2 giugno del 2022, "In considerazione di particolari benemerenze; su proposta del Presidente del Consiglio dei Ministri; sentito il "Consiglio dell'Ordine al Merito della Repubblica Italiana", gli viene conferita l'onorificenza di Cavaliere. Firmato Mattarella, controfirmato Draghi. Registrato nell'Albo dei Cavalieri al N. 19836.

## Regista teatrale
Dal 1980 fino al 2008 dirige "la Compagnia delle Briciole di Lerici", con allestimenti da testi di Carlo Goldoni, Molière, Scarpetta, Joseph Kesselring, Govi.
Miglior Regia Teatro dialettale ligure 1999: "Beppe Mecconi regista, costumista, scenografo e all'occorrenza anche attore ci ha dato con Tartufo uno spettacolo accattivante. La sua è una rilettura di Molière che evidenzia in particolare la componente comica presente nel capolavoro…".
Nel 2015 riprende l'attività teatrale.
Con il maestro Giuseppe Bruno al pianoforte realizza "La tregua di Natale del 1914".
Con i musicisti Livio Bernardini, Oliviero Lacagnina, Egildo Simeone: "Non è la rosa non è il tulipano", poesie internazionali scritte durante la Grande Guerra, allestito anche al Teatro Civico della Spezia e nel ridotto del Teatro Regio di Parma.
"Suonami una favola", dalle sue fiabe, allestito anche al Coscienza Festival di Berceto, PR. "Persone/Memorie", brani tratti dal romanzo Trabastìa.
"Brillano o Poeta" omaggio a Paolo Bertolani nel decennale della scomparsa.
"Voci di Liguria" poesie, ballate e canzoni.
“Per altri mari” dedicato ai migranti di oggi e di ieri.
"Orfeo e Euridice - il recital" spettacolo multimediale dedicato all'intramontabile mito greco
"ăqua-pŏēsis" testi poetici da Omero ad oggi dedicati all'Acqua
"Una lacrima sul Griso - Ricordando Gino Patroni" con Matteo Cremolini
"Mi sono visto di spalle che partivo" sulla poetica di Fabrizio De André
"Tra fiumu e fïme" dedicato alle musiche e alle poesie di Livio Bernardini. (ultimo spettacolo di Egildo Simeone)

## Programmista/Regista
Scrive e dirige film-documentari per Enti pubblici e privati, tra i quali:
"Racconti dalla Contea di levante" (RAI 3 Liguria, 1980 - con Mario Soldati e Paolo Bertolani)
"Madì, l'antica castellana del Golfo dei Poeti" (RAI 3 Liguria, 1980)
"La Casa rosa" (1981 - sulla permanenza di D. H. Lawrence a Fiascherino (SP)
Nel 2019 il cortometraggio in inglese tratto da ‘Gli Ultimi del Mondo’ (esposto all'Euro Parlamento di Buxelles) viene premiato all’Icsc Solal Marketing Award di Londra.

## Scrittore/illustratore/Direttore artistico
Ha scritto e illustrato libri per l'infanzia. Titoli più noti: "I pozzi di Eugenio", "Il polpo campanaro", "La notte che mio nonno pescò Babbo Natale". tradotti in Brasile, Messico, Polonia e Francia. Da questi testi, citati in volumi scolastici, sono state tratte drammatizzazioni teatrali e musicali. L’industria alimentare Barilla ha realizzato un video per promuovere un prodotto per bambini in cui filo conduttore è "Il polpo campanaro".
Una sua illustrazione, vincitrice del "Premio Unicef" 1991, è stata esposta in Giappone, Israele e al "Centre Pompidou" di Parigi.
Nel 2006 presenta alcuni titoli al Salone del Libro di Torino.
Nel 2014 riceve il Premio Montale Fuori di Casa "Zebrino", per la Narrativa per l'Infanzia.
Suoi racconti sono presenti in varie di pubblicazioni.
Nel febbraio del 2017 esce, per Edizioni GammaRò, il primo romanzo: "Trabastìa - cent'anni di gente comune".
Da maggio 2017 è direttore editoriale e artistico del marchio Töpffer - libri illustrati.
Nel 2018 riceve il premio Montale-Fuori di casa alla carriera e il Trofeo Manfredo Giuliani per il romanzo "Trabastìa".

## Attore
Oltre alle interpretazioni teatrali, nel 1979 compare nel film "I giorni cantati" di Paolo Pietrangeli.
Nel 1980 interpreta un Ardito del Popolo in "Nella città perduta di Sarzana" di Luigi Faccini.
Nel 2010 è Alfred in "Capitan Basilico 2" di Massimo Morini.
Nel 2012, è Rudy in "12 12 12" (film del quale è co sceneggiatore) di Massimo Morini.

## Editore
Nel giugno 2013, rientrato in possesso dei diritti d'autore delle fiabe illustrate, crea M-Quaderni, edizioni per bambini. Alla fine del 2016, terminata la riedizione dei titoli, conclude l'attività editoriale.

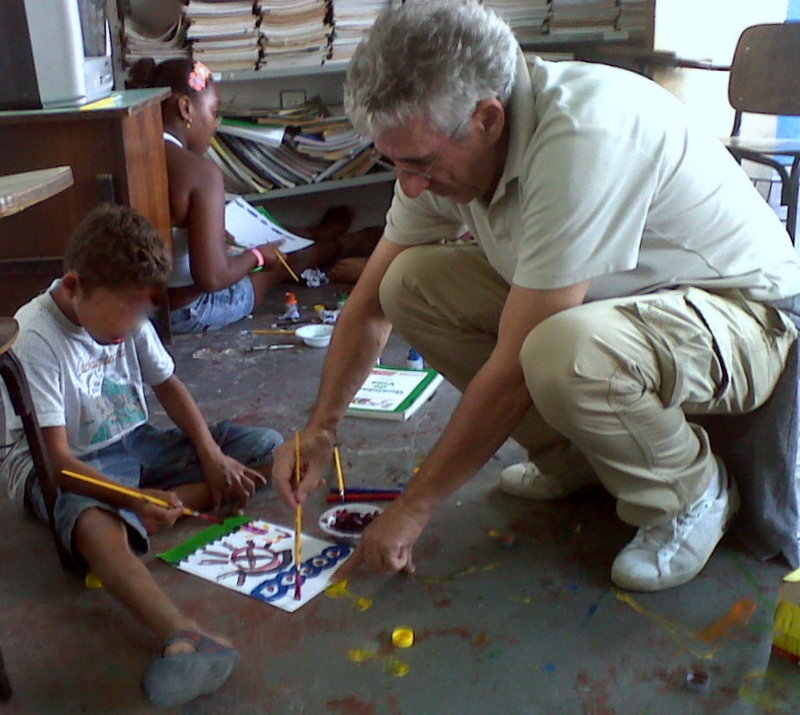
Beppe Mecconi nella scuola di Projeto Liberdade a Padre Miguel, Rio de Janeiro

Dal 2004 collabora con "Projeto Liberdade", O.N.G. che si occupa dei disagi dell'infanzia nella favela di Vila Vintem a Rio de Janeiro.

## Il Museo nel Castello di Lerici

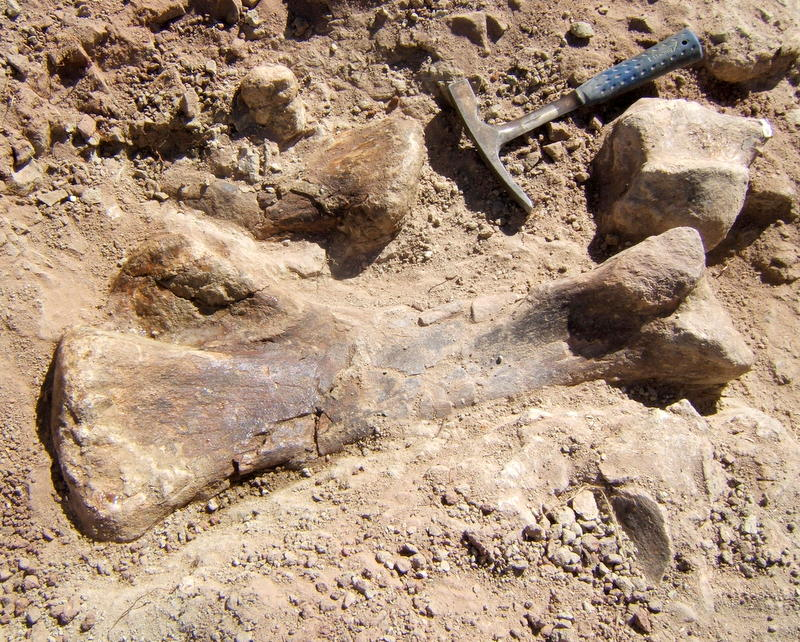
Osso di Titanosauride dello scavo in Patagonia (Argentina)

Dal 2002 al 2013 è Presidente del Consorzio Castello di Lerici e Responsabile per le Attività culturali. 
La fortezza sul mare è sede (fino al 2017) del Museo Paleontologico che, oltre a produrre e proporre didattica, scienza e avvenimenti culturali, è stato capofila della Rete dei Musei naturalistici italiani "Pangea" la quale ha organizzato campagne paleontologiche all'estero (Brasile, Argentina, Sahara occidentale) con importanti risultati scientifici. In Rio Negro, Patagonia del nord, Pangea scopre nel 2005 il più importante cimitero di Titanosauridi al mondo; per questo motivo l'Ambasciatore italiano in Argentina definirà Pangea "Eccellenza della ricerca scientifica italiana".
Nel maggio del 2013 rassegna le dimissioni da ogni incarico con il Consorzio.

## Attività culturali e sociali
Fondatore di associazioni culturali, ideatore e organizzatore di eventi, mostre, convegni, spettacoli.
Nel 1981 è nominato Presidente del Comitato di Quartiere di San Terenzo.
Tra il 1994 e il ‘96 ha scritto quotidianamente articoli di cronaca sulle pagine del quotidiano Il Secolo XIX.
Per 24 anni insegna linguaggi creativi (teatro, tecniche pittoriche, fumetto, maschere, tecniche pubblicitarie, cinema di animazione, linguaggio cinematografico...) in scuole pubbliche e in istituti privati, collaborando con Emanuele Luzzati, Tonino Conte, Vittorino Andreoli.
Nel 1994 il dott. Farina, Presidente dell'UNICEF, gli consegna il diploma ufficiale del Fondo delle Nazioni Unite per l'Infanzia "Per l'impegno dimostrato per garantire il diritto all'avvenire delle giovani generazioni".
Nel 2002 è eletto come indipendente nel Centrosinistra nel Consiglio Comunale di Lerici (SP).
Dal 2004 al 2023 collabora con "Projeto Liberdade", O.N.G. che si occupa dei disagi dell'infanzia nella favela di Vila Vintem a Rio de Janeiro.
Nel 2010 è relatore per conto di Pangea, rete di Musei naturalistici italiani, al secondo seminario internazionale sulla cultura del popolo Saharawi nei campi profughi nel sud dell'Algeria.
Nel 2019 un suo progetto dedicato ai Minori Migranti Non Accompagnati viene esposto all'Euro Parlamento di Bruxelles
Dal 2019 cura la Rassegna letteraria "Un libro/una Piazza" di Vezzano Ligure, SP
Dal 2022 cura la Rassegna letteraria di COOP 1° Maggio a San Terenzo, SP
Per le varie esperienze ha partecipato a programmi radio e tv nazionali ed internazionali.
Nel 2017 riceve il Premio alla carriera "Concorso internazionale Le Grazie - Portovenere".
Nle 2018 il Premio alla carriera "Montale fuori di casa".

## Libri

### Romanzi, Raccolte racconti, Libri illustrati
- Trabastìa - cent'anni di gente comune (2017) Premio Manfredo Giuliani
- Il manoscritto di Laneghè - cronache dal golfo (2020)
- Laneghè - Isola del Mar tenebroso" (2021) Premio Scaramuzza
- Alle origini della guarigione - sciamanesimo e neuroteologia (2022) David Bellatalla e Riccardo Baldissone, dipinti originali di Beppe Mecconi
- I poverbi della Signorina Celide (2023)

### Narrativa per l'infanzia
- I pozzi di Eugenio (1994)
- Il polpo campanaro (1995)
- Tanto va la gatta al largo che ci lascia lo zio Pino (2006)
- Il vangelo raccontato ai bambini (2104)
- La notte che mio nonno pescò Babbo Natale (2015)
- Rosso di Sara Beltempo si spara (2017)
- Mimosa a caccia di mostri (2019)
- Le avventure di Conni e Lori (2021)
- Tonia che aveva un pettirrosso nei capelli (2023) con Lara Ghiglione e Vanessa Isoppo